# Album (wydawnictwo muzyczne)

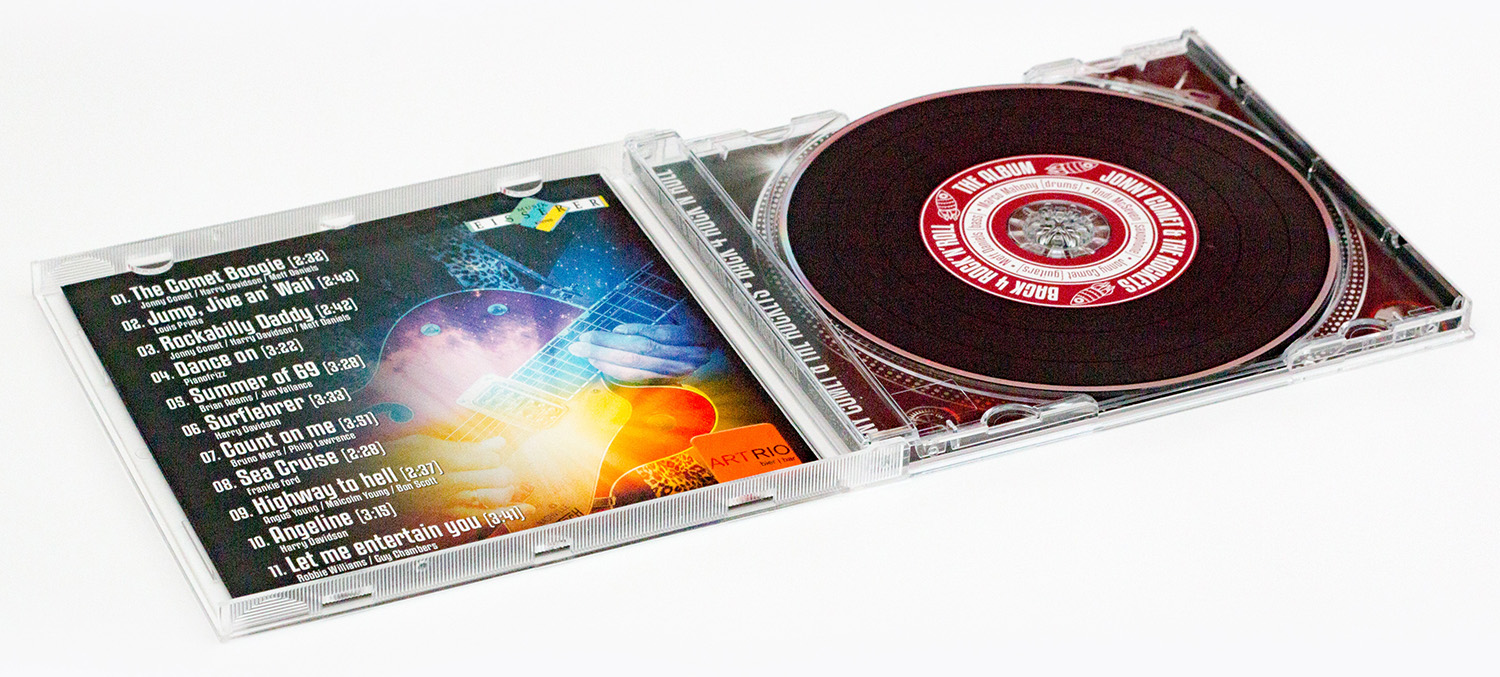
Album (płyta kompaktowa)

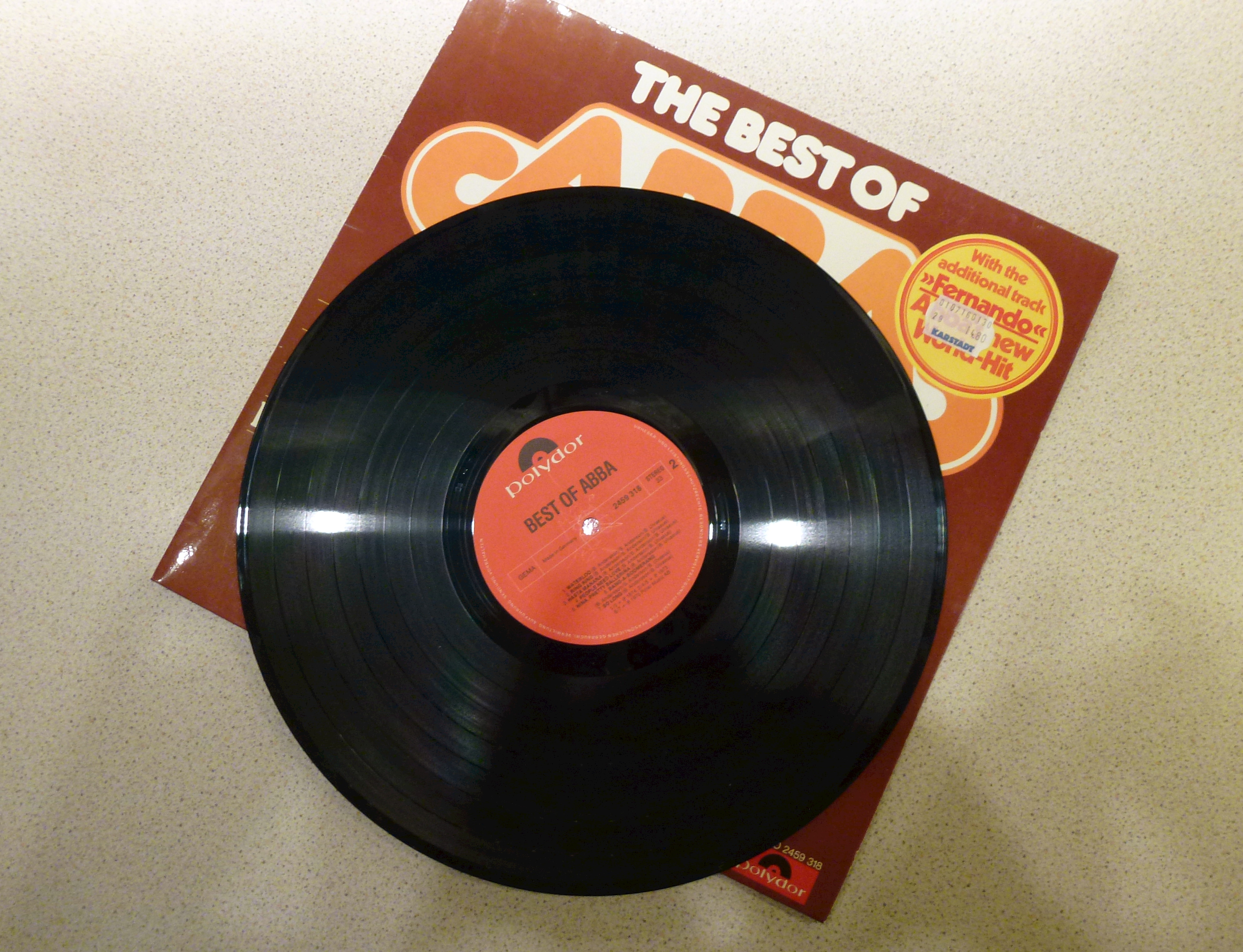
Album (płyta gramofonowa)

Album – zbiór nagrań dźwiękowych wydanych na płycie kompaktowej (CD od ang. compact disc), płycie gramofonowej lub kasecie magnetofonowej (CC od compact cassette).
Określenie „album” pochodzi z początku XX wieku, gdy jedna strona płyty gramofonowej mieściła trzy i pół minuty muzyki. Wydawnictwa zawierające więcej niż dwa utwory muzyki popularnej oraz wydawnictwa muzyki poważnej ukazywały się wówczas na kilku płytach umieszczonych we wspólnym opakowaniu przybierającym formę książki czy też albumu, którego każda strona stanowiła kieszeń mieszczącą jedną z płyt. Po wprowadzeniu na rynek drobnorowkowej płyty długogrającej nazwa album dla wydawnictw zawierających większą liczbę utworów utrzymała się, choć od tej pory albumy, podobnie jak single, wydawane były zazwyczaj na jednej płycie (później również kasecie czy płycie CD).

## Rodzaje albumów
- album studyjny – zawierający premierowy materiał
- ścieżka dźwiękowa (soundtrack) – zawierający muzykę filmową lub ścieżkę dźwiękową z filmu lub gry. Zazwyczaj poświęcony jednemu tytułowi
- kompilacja, składanka – zawierający wydane wcześniej utwory, przeważnie połączone pewną cechą (np. składanka hitów z lat 80., składanka ballad); kompilacja może się składać zarówno z piosenek jednego wykonawcy, jak i wielu pojedynczych muzyków
- album koncertowy – zawierający nagrania na żywo z koncertów
- remix album – zawierający remiksy
- cover album – zawierający covery
  - tribute album – cover album składający się z coverów utworów tylko jednego wykonawcy
- demo – nagranie amatorskie lub półamatorskie, często pierwszy album danego muzyka wysyłany do danego odbiorcy (przeważnie wytwórni) w celu zareklamowania tego wykonawcy
- album internetowy – rozpowszechniany wyłącznie przez internet, zob. też digital download[potrzebny przypis]
- album promocyjny (promo) – album dystrybuowany najczęściej nieodpłatnie w celu promowania wydawnictw komercyjnych
- split album – album zawierający nagrania dwóch lub więcej muzyków
- album koncepcyjny (ang. concept album) – album muzyczny, na którym zawarte utwory tworzą całość pod względem literackim lub muzycznym i są skupione wokół pozamuzycznego tematu
- album długogrający (LP od ang. long play) – wydawnictwo na płycie gramofonowej długogrającej
- minialbum (EP od ang. extended play) – wydawnictwo zawierające mniej utworów niż standardowy album długogrający, ale więcej niż singel